# Sunne Basket
Sunne Basket (KFUM Sunne Basketbollklubb) är en svensk basketklubb som grundades 1958 i Sunne i Värmland.
Föreningens damlag blev svenska mästare 1966.  SM-finalen mot Blackeberg spelades den 6 mars 1966 i Enskedehallen. Sunne vann med 52-44. Laget bestod av  Barbro ”Babban” Forsberg, Gertrud Olsson, Birgitta Adolfsson, Ann-Britt Nilsson, Lena Carlsson, Siv Byrén, Lisbeth Carlsson, Ulla Carlsson, Kerstin Gustafsson, Inger Hedin, Caisa Nelsson, Gunnel Olsson och Kerstin Thorell.